# Josias I. (Waldeck-Bergheim)

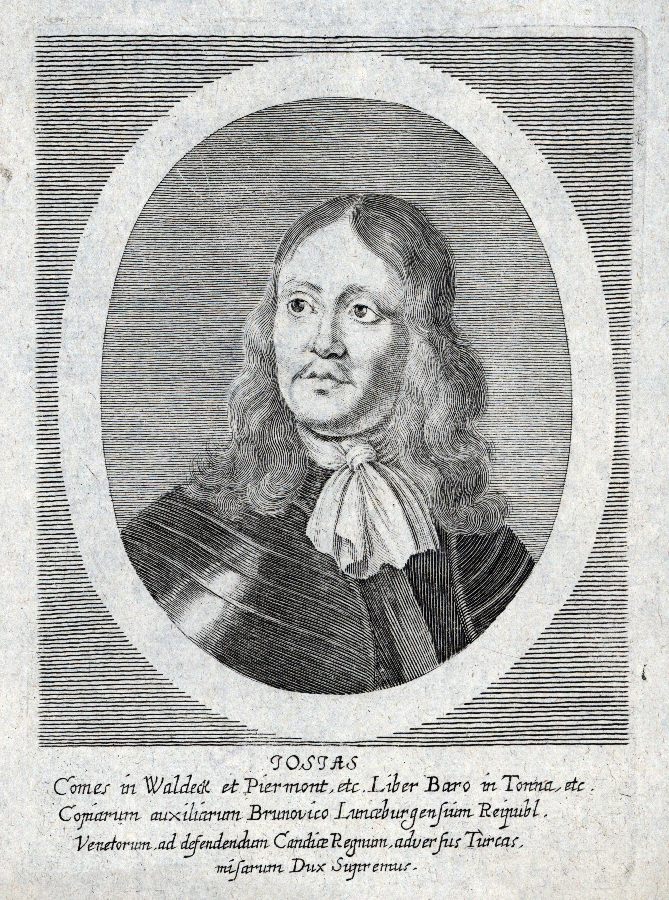
Josias I. von Waldeck-Bergheim

Josias I. von Waldeck-Bergheim (* 20. August 1696 in Arolsen; † 2. Februar 1763 in Bergheim) war der 13. Sohn des Grafen Christian Ludwig von Waldeck und der sechste von insgesamt sieben Söhnen aus dessen 1680 in Idstein geschlossener zweiten Ehe mit Johannette von Nassau-Idstein (1657–1733). Er war der zweite Sohn namens Josias aus dieser Ehe; ein 1689 geborener älterer Bruder gleichen Namens war bereits 1693 gestorben.
Sein Vater hatte am 30. September 1695 das von ihm selbst 1685 erlassene und 1687 modifizierte Primogenitur-Hausgesetz des Hauses Waldeck insofern geändert, als er für den zweitgeborenen überlebenden Sohn, zu diesem Zeitpunkt Heinrich Georg (1683–1736), ein Paragium unter der Oberhoheit der regierenden Linie des Hauses einrichtete, bestehend aus den drei Dörfern Bergheim, Königshagen und Wellen. Diese Regelung wurde mit dem gesamten Waldecker Erbschafts-Hausgesetz von 1685/87 von Kaiser Leopold I. am 22. August 1697 bestätigt. Nach dem kinderlosen Tod von Heinrich Georg fiel das Paragium 1736 an seinen jüngeren Bruder Josias, den letzten überlebenden Sohn Christian Ludwigs.
Residenz war das 1692 erbaute Schloss Bergheim, im heutigen Ortsteil Bergheim der Gemeinde Edertal im nordhessischen Landkreis Waldeck-Frankenberg.
Josias begründete die gräfliche Nebenlinie Waldeck-Bergheim. Nach seinem Tod folgte ihm als Graf zu Waldeck-Bergheim zunächst sein Sohn Georg Friedrich (1732–1771). Als dieser ohne erbberechtigte Nachkommen starb, folgte ihm sein Bruder Josias II. Dessen Nachkommen setzten die gräfliche Nebenlinie bis zum 27. September 1938 fort, als Hermann, Graf zu Waldeck und Pyrmont in Bergheim, ohne männliche Nachkommen starb.
Josias’ I. Halbbruder Friedrich Anton Ulrich beerbte 1706 den Vater als Graf von Waldeck und Pyrmont und wurde am 6. Januar 1712 von Kaiser Karl VI. in den erblichen Fürstenstand erhoben.

## Familie
Josias heiratet am 17. Januar 1725 in Assenheim (heute Ortsteil von Niddatal) Dorothea Sophie zu Solms-Rödelheim und Assenheim (* 27. Januar 1698; † 6. Februar 1774), Tochter des Grafen Ludwig Heinrich zu Solms-Rödelheim und Assenheim. Damit erwarb sein Haus auch Erbansprüche auf die Herrschaft Limpurg-Gaildorf in Württemberg, die im Jahre 1806 verwirklicht wurden.
Das Paar hatte folgenden Kinder:
- Georg Karl Christian Ludwig (* 1. Dezember 1726: † 21. Juli 1756)
- Karl (* 21. Mai 1728; † 17. August 1735)
- Karoline (* 23. Juni 1729; † 9. Juli 1801)
- Georg Friedrich Ludwig Belgicus, Graf zu Waldeck-Bergheim (* 20. Juli 1732; † 9. April 1771); ⚭ 31. August 1766 Christine zu Isenburg-Meerholz (* 22. November 1742; † 20. März 1808)
- Josias II. Wilhelm Leopold, Graf zu Waldeck-Bergheim (* 16. Oktober 1733; † 4. Juni 1788); ⚭ 5. März 1772 Christine von Isenburg-Büdingen (* 24. Juni 1756; † 13. November 1826)
- Louise Johannette Ernestine Ulrike (* 22. Oktober 1736; † 29. Juli 1737)
- Georg August (* 2. Mai 1738; † 6. Januar 1759)
- Wilhelm (* 13. März 1740; † 11. Juli 1756)
- Friedrich Wilhelm Karl (* 15. Januar 1741; † 12. Juli 1756)